# شهرستان بوکرون
شهرستان بوکرون (به اسپانیایی: Distrito de Boquerón) یک منطقهٔ مسکونی در پاناما است که در استان چیریکی واقع شده‌است. شهرستان بوکرون ۲۸۲ کیلومتر مربع مساحت و ۱۲٬۲۷۵ نفر جمعیت دارد.